# Kanton Condat
Condat is een voormalig kanton van het Franse departement Cantal. Het kanton maakte deel uit van het arrondissement Saint-Flour. Het kanton is opgeheven bij decreet van 13 februari 2014, met uitwerking op 22 maart 2015. Alle gemeenten werden toegevoegd aan het kanton Riom-ès-Montagnes.

## Gemeenten
Het kanton Condat omvatte de volgende gemeenten:
- Chanterelle
- Condat (hoofdplaats)
- Lugarde
- Marcenat
- Marchastel
- Montboudif
- Montgreleix
- Saint-Amandin
- Saint-Bonnet-de-Condat